# Zanobatus schoenleinii
Zanobatus schoenleinii ist ein im östlichen Atlantik, genauer an der westafrikanischen Küste zwischen Marokko und Angola, vorkommender Rochen. Er hält sich bevorzugt auf Sand und Schlammböden in Tiefen von 10 bis 60 Metern, meist oberhalb von 25 Metern auf.

## Merkmale
Zanobatus schoenleinii wird maximal einen Meter lang. Exemplare, die 2006 an der Küste des nordwestlichen Afrika gefangen wurden, hatten Längen von 28 bis 57 Zentimeter. Die Körperscheibe ist fast kreisrund, nur am Vorderende etwas zugespitzt. Der mit zwei Rückenflossen und einer Schwanzflosse versehene Schwanz ist etwas kürzer als die Körperscheibe lang ist. Zanobatus schoenleinii ist braungrau gefärbt und trägt ein Muster von breiten schwärzlichen Streifen, die sich von rechts nach links über die Körperscheibe erstrecken. An den Rändern befinden sich zusätzlich schwärzliche Flecken.

## Lebensweise
Über die Lebensweise von Zanobatus schoenleinii ist wenig bekannt. Er ernährt sich vor allem von Krebstieren und anderen bodenbewohnenden wirbellosen Tieren und vermehrt sich ovovivipar.

## Systematik
Die Art wurde im Jahr 1841 durch die deutschen Naturforscher Johannes Müller und Jakob Henle unter der Bezeichnung Platyrhina schoenleinii erstmals wissenschaftlich beschrieben. Im Jahr 1913 führte der US-amerikanische Ichthyologe Samuel Garman für die Art die Gattung Zanobatus ein, die über 100 Jahre lang monotypisch geblieben ist. Zanobatus ist die einzige Gattung der Familie Zanobatidae, die im Jahr 1928 durch den US-amerikanische Zoologen Henry Weed Fowler aufgestellt wurde. Die systematische Stellung der Zanobatidae ist immer noch nicht endgültig geklärt. Heute werden sie meist den Stechrochenartigen (Myliobatiformes) zugeordnet und gelten dort als basaler Zweig der Ordnung. Bei der phylogenetischen Analyse der Knorpelfischsystematik durch Gavin J.P. Naylor und Mitarbeiter bilden die Zanobatidae dagegen einen Zweig in der Ordnung der Geigen- und Sägerochen (Rhinopristiformes) und bei Fishbase bilden sie zusammen mit der Gattung Platyrhinoidis die Unterfamilie Platyrhininae innerhalb der 
Familie Rhinobatidae.
Im Jahr 2016 wurde eine zweite Zanobatus-Art beschrieben. Zanobatus maculatus kommt an der Küste Westafrikas vor, ist kleiner und stärker bedornt.